# جون دانيال روجرز
جون دانيال روجرز (بالإنجليزية: John Daniel Rogers)‏ هو أمين متحف أمريكي، ولد في 30 أكتوبر 1954.